# 2557 Putnam
2557 Putnam је астероид главног астероидног појаса чија средња удаљеност од Сунца износи 2,349 астрономских јединица (АЈ).
Апсолутна магнитуда астероида је 12,5.